# El asombroso mundo de Borjamari y Pocholo

## Resumen[1]
El asombroso mundo de Borjamari y Pocholo es una película protagonizada por Santiago Segura y Javier Gutiérrez. En la década de 1980, Borjamari y Pocholo eran dos "macarrillas" de la discoteca Aguacates. Los dos hermanos se quedaron estancados en los años 80 y llevan una existencia patética en el Madrid actual, donde viven en casa de sus padres. Veinte años después, todo sigue igual. Sólo que ahora, los dos hermanos ya no son nada en Aguacates ni en el Nuevo Mundo. La película tiene un argumento que podría decirse que es la versión española de A Night at the Roxbury.

## Argumento
En los años ochenta los hermanos Borjamari y Pocholo conquistaban a las niñas con su desparpajo y eran los reyes de la discoteca. El problema es que 20 años después, siguen viviendo con sus padres y estudiando derecho. El tiempo se ha detenido para este par de canallas, ya dos ex-niños pijos treintañeros anacrónicos. Y eso provoca que sean objeto de burla
Borjamari (Santiago Segura), enamorado platónicamente de Piedad "la niña más mona de la Moraleja" (María Ruiz), lleva polos de Lacoste mientras que Pocholo (Javier Gutiérrez) es partidario de las camisas de Ralph Lauren. Suelen discutir entre ellos para saber quién ganaría en un duelo entre el cocodrilo de Lacoste y el caballo de Ralph Lauren. Ambos llevan zapatos náuticos de Sebago y siguen yendo en Vespino a la discoteca donde iban de jóvenes, el Aguacates.
Las aventuras de estos dos hermanos se despliegan en torno a una vieja relación con su primo Pelayo -interpretado por Guillermo Toledo- el cual para vengarse de cómo le trataban en la infancia, les hace creer que el grupo Mecano va a reunirse en un concierto sorpresa en el Parque Warner de San Martín de la Vega.
Borjamari y Pocholo salen de viaje acompañados de Paloma (Pilar Castro) en un Mazda RX-8, una odisea durante la cual los tres descubren que tienen mundo interior. Paloma, una chica romántica y emocionalmente compleja entra historia como un ciclón. Paloma tiene las llaves del coche de papá y también las llaves de la felicidad de Borjamari y Pocholo. Son el trío perfecto.
La culminación de la película es un viaje lisérgico durante el que Borjamari y Pocholo creen presenciar la reaparición de Mecano cantando Aire. Aunque la experiencia ha sido imaginaria, les proporciona la felicidad y finalmente se reencuentran en la zapatería Farrutx de la calle Serrano con Paloma, la cual por su parte ha pasado “De niña a mujer”.

## Reparto[7]
| Santiago Segura            | Borjamari                                 |
| Javier Gutiérrez           | Pocholo                                   |
| Pilar Castro               | Paloma                                    |
| Guillermo Toledo           | Pelayo Snow                               |
| Coté Soler                 | Kitín O'Shea                              |
| Carmen de la Maza          | Concha de Robles                          |
| Gerardo Malla              | Gustavo Robles                            |
| Antonio de la Torre        | Richy                                     |
| Patricia Vico              | Ana                                       |
| María Ruiz                 | Piedad                                    |
| Andrés Lima                | Profesor                                  |
| Javivi                     | Dependiente Atesa                         |
| Carles Sans                | Fernando                                  |
| Loles León                 | Cayetana O'Shea (as Mª Dolores Rodríguez) |
| Pablo Portillo             | Policía moto                              |
| Liuva Toledo               | Camarera Aguacates                        |
| Cyra Toledo                | Madre Piedad                              |
| Marta Hazas                | Mariola                                   |
| Diego París                | Bakala                                    |
| Vanessa Espín              | Chica bakala                              |
| Juan José Del Rey          | Portero Aguacates                         |
| Baldomero Alonso           | Encargado Aguacates                       |
| Alexis Santana             | Amigo Pelayo                              |
| Jorge San José             | Pelayo Joven                              |
| Sergio Parralejo           | Kitín Joven                               |
| Paris Galindo              | Estudiante                                |
| Daniel Albaladejo          | Vigilante 1                               |
| José Vicente Ramos         | Vigilante 2                               |
| Antonio Fernández Montels  | Pijo 1                                    |
| Álvaro Fernández de Caldas | Pijo 2                                    |
| Alejandro Boxal            | Pijo 3                                    |
| Sandra López de Erentxun   | Pija 1                                    |
| Gabriela Mencol            | Pija 2                                    |
| Ana González de Caldas     | Pija 3                                    |
| Gonzalo Busto de la Torre  | Pijo WC                                   |
| Daniel Nova                | Pijo calcetines                           |
| Jimena Gómez Diez          | Amiga Mariola                             |
| Ángel Ríos                 | Marido Piedad                             |
| Marina Deniz               | Novia Richy                               |
| José Manuel Moya           | Viejo                                     |
| Secun de la Rosa           | Macarra discoteca                         |
| Fernando Tejero            | Pasajero bus                              |

## Nominaciones
- Premios Godoy 2005.[8]